# 太平洋分區

分區調整後的國家冰球聯盟球隊所在位置

國家冰球聯盟太平洋分區成立於1993-94年度賽季；當時隸屬太平洋分區的球隊分別是：
- 安納海姆霸王鴨
- 溫哥華加人
- 愛民頓油人
- 卡加利火焰
- 聖荷西鯊魚
- 洛杉磯國王

1996-97年度賽季，魁北克北歐人遷往美國科羅拉多州丹佛，並改名為科羅拉多雪崩。由於地理上的改變，科羅拉多雪崩被調入太平洋分區。
1998-99年度賽季，聯盟重新劃定分區。溫哥華加人、愛民頓油人、科羅拉多雪崩和卡加利火焰調往西北分區；達拉斯星和鳳凰城土狼從中央分區調入。
2006-07年度賽季，安納海姆霸王鴨改名為安納海姆鴨。
2013-14年度賽季，聯盟再次劃定分區。西北分區被取消，溫哥華加人、愛民頓油人和卡加利火焰被調回太平洋分區；達拉斯星調往中央分區。
2014-15年度賽季，鳳凰城土狼改名為亞利桑那土狼。
2017-18年度賽季，擴張球隊維加斯黃金騎士加入分區參賽。
現時隸屬太平洋分區的球隊分別是：
- 安納海姆鴨
- 亞利桑那土狼
- 聖荷西鯊魚
- 洛杉磯國王
- 卡加利火焰
- 愛民頓油人
- 溫哥華加人
- 維加斯黃金騎士

## 分區冠軍
- 1994 - 卡加利火焰
- 1995 - 卡加利火焰
- 1996 - 科羅拉多雪崩
- 1997 - 科羅拉多雪崩
- 1998 - 科羅拉多雪崩
- 1999 - 達拉斯星
- 2000 - 達拉斯星
- 2001 - 達拉斯星
- 2002 - 聖荷西鯊魚
- 2003 - 達拉斯星
- 2004 - 聖荷西鯊魚
- 2005 - 賽季取消
- 2006 - 達拉斯星(已经转入中央分區)
- 2007 - 安納海姆鴨
- 2008 - 聖荷西鯊魚
- 2009 - 聖荷西鯊魚
- 2010 - 聖荷西鯊魚
- 2011 - 聖荷西鯊魚
- 2012 - 鳳凰城土狼
- 2013 - 安納海姆鴨
- 2014 - 安納海姆鴨
- 2015 - 安納海姆鴨
- 2016 - 安納海姆鴨
- 2017 - 安納海姆鴨
- 2018 - 維加斯黃金騎士
- 2019 - 卡加利火焰